# Will Finn
Will Finn est un animateur, storyboardeur, réalisateur, scénariste, et acteur américain. Il travaille actuellement pour DreamWorks Animation.

## Filmographie

### Réalisateur
- 2000 : La Route d'Eldorado coréalisé avec Éric Bergeron, Don Paul et David Silverman
- 2004 : La ferme se rebelle coréalisé avec John Sanford
- 2004 : A Dairy Tale
- 2006 : Hammy's Boomerang Adventure
- 2013 : Legends of Oz: Dorothy's Return

### Scénariste
- 1982 : Brisby et le Secret de NIMH avec Don Bluth, Gary Goldman et John Pomeroy
- 1995 : Pocahontas
- 1996 : Le Bossu de Notre-Dame
- 2004 : La ferme se rebelle scénario et histoire originale avec John Sanford
- 2006 : Jenny Robot (1 épisode)

### Acteur
- 1983 : Space Ace : Dexter
- 2005 : Chicken Little : le poisson d'Hollywood

### Animateur
- 1978 : Le Petit Âne de Bethléem
- 1981 : Rox et Rouky
- 1982 : Brisby et le Secret de NIMH
- 1983 : Dragon's Lair
- 1983 : Space Ace
- 1983 : Le Noël de Mickey
- 1985 : Taram et le Chaudron magique
- 1986 : Basil, détective privé
- 1986 : Fievel et le Nouveau Monde
- 1987 : The Chipmunk Adventure
- 1987 : Fou de foot
- 1987 : Pinocchio and the Emperor of the Night
- 1988 : Oliver et Compagnie
- 1989 : La Petite Sirène
- 1990 : Blanche-Neige et le Château hanté
- 1990 : Les Tiny Toons (4 épisodes)
- 1990 : Bernard et Bianca au pays des kangourous
- 1991 : Dragon’s Lair 2: Time Warp
- 1991 : La Belle et la Bête
- 1992 : Aladdin
- 1994 : Aladdin (1 épisode)
- 1994 : Un éclair de génie (Chariots of Fur)
- 1994 : Le Roi lion
- 1995 : Dingo et Max
- 1995 : Pocahontas
- 1995 : Carrotblanca
- 1996 : Le Bossu de Notre-Dame
- 1997 : Pullet Surprise
- 2000 : Les Aventures de Tigrou
- 2003 : Le Livre de la jungle 2
- 2009 : Astro Boy
- 2010 : Clochette et l'Expédition féerique
- 2011 : Kung Fu Panda : Les Secrets des Maîtres

### Storyboardeur
- 1988-1989 : SOS Fantômes (33 épisodes)
- 1990 : Blanche-Neige et le Château hanté
- 1990 : Les Tiny Toons (3 épisodes)
- 1990 : Bernard et Bianca au pays des kangourous
- 1994 : Le Retour de Jafar
- 1995 : Pocahontas
- 1996 : Le Bossu de Notre-Dame
- 2001 : Clerks : Les Employés modèles (1 épisode)
- 2005 : Hi Hi Puffy AmiYumi (1 épisode)
- 2006 : Nos voisins, les hommes
- 2006 : Jenny Robot (1 épisode)
- 2007 : Joyeux Noël Shrek !
- 2008 : Madagascar 2
- 2009 : Alvin et les Chipmunks 2
- 2011 : The Looney Tunes Show (3 épisodes)
- 2013 : Drôles de dindes
- 2016 : Rock Dog